# Kyoga
Kyoga nebo Kioga (anglicky Lake Kyoga) je jezero v Africe v Ugandě. Je pozůstatkem obrovského jezera, které zahrnovalo i Viktoriino jezero. Má rozlohu 2590 km². Je přibližně 200 km dlouhé. Dosahuje hloubky 3 až 5 m. Velikost povodí je 75 000 km². Leží v nadmořské výšce 1029 m.

## Pobřeží
Pobřeží je silně členité.

## Vodní režim
Přes jezero protéká Viktoriin Nil. Při odtoku se nacházejí Murchisonovy vodopády.

## Fauna a flóra
Jezero zarůstá rákosem a šáchorem.

## Využití

### Doprava
Na jezeře je rozvinutá místní vodní doprava, pro kterou jsou trasy udržované a čištěné od rostlinstva.

### Osídlení pobřeží
Na břehu leží město Soroti.